# Моторко Ігор Валерійович
Ігор Валерійович Моторко — старший сержант Збройних Сил України, учасник російсько-української війни, що загинув у ході російського вторгнення в Україну в 2022 році.

## Життєпис
Ігор Моторко народився 18 квітня 1985 року на Миколаївщині. Там закінчив 9-ть класів загальноосвітньої школи. Потім з мамою переїхали на її батьківщину у Вичівку Вараського району Рівненської області. У 2002 році закінчив 11-ть класів місцевої загальноосвітньої школи І-ІІІ ступенів. У 2002—2004 роках в Сумах у військовій частині внутрішніх військ проходив строкову військову службу, далі заключив контракт із ЗСУ. Після закінчення терміну контракту повернувся додому. У ході війни на сході України 28 квітня 2015 року був мобілізований. Військову службу проходив у складі новосформованого на Дубенщині 301-го дорожньо-комендантського батальйону 47-мої окремої інженерної бригади. Служив в АТО, захищав донецький напрямок до 2018 року. Як учасник бойових дій, підписав контракт ще на 6 місяців, службу проходив водієм реанімобіля у медичній роті 14-ої окремої механізованої бригади. За звитяжну військову службу неодноразово відзначався Грамотами та Подяками від свого командування. Нагороджений медаллю «Учасник АТО», медаллю «Захисник рідної землі», відзнакою Президента України «За участь в антитерористичній операції». У травні 2021 року Ігор Моторко знову підписав контракт із ЗСУ. З початком повномасштабного російського вторгнення в Україну перебував на передовій. Загинув 20 березня 2022 року на Луганщині, внаслідок бойового зіткнення та масового артилерійського обстрілу. Чин прощання із загиблим проходив 26 березня в селі де він проживав. За особисту мужність і самовіддані дії, виявлені у захисті державного суверенітету та територіальної цілісності України, вірність військовій присязі Указом Президента України № 323/2022 старшого сержанта Ігоря Моторка було нагороджено орденом «За мужність» ІІІ ступеня посмертно.

## Родина
Одружився Ігор Моторко з Ангеліною Рубашкіною (нар. 1998) напередодні Дня українського козацтва в жовтні 2018 року. Військове весілля неподалік передової відгуляли в 14-й окремій механізованій бригаді.

## Нагороди
- Орден «За мужність» III ступеня (2022, посмертно) — за особисту мужність і самовіддані дії, виявлені у захисті державного суверенітету та територіальної цілісності України, вірність військовій присязі[4].